# Manifesto (musikalbum)
Manifesto är det sjätte studioalbumet av det brittiska rockbandet Roxy Music, släppt den 16 mars 1979.
Efter att Roxy Music tagit ett nästan fyraårigt uppehåll från studion, blev Manifesto gruppens första studioalbum sedan Siren, släppt 1975. De låtar från Manifesto som släpptes som singlar är Trash, Dance Away och Angel Eyes. Trash nådde knappt topp 40 på UK Singles Chart, medan Dance Away blev en av Roxy Musics mest framgångsrika singlar med en andraplats på listan. Den elektroniska singelversionen av Angel Eyes nådde nummer 4 i England. Albumet i sig nådde plats 7 på Englandslistan.
I och med att Dance Away blev en stor hit, ersattes originalversionen av låten med singelversionen på senare pressningar av Manifesto.
Manifesto skiljde sig en hel del från Roxy Musics tidigare mycket innovativa musik och fick, trots ett positivt kritiskt mottagande, inte lika gott anseende som gruppens tidigare album.
Skivomslaget föreställer en grupp skyltdockor, efter en idé av Bryan Ferry och modedesignern Antony Price. Även omslagen till singlarna från albumet följer samma tema.

## Låtlista
Alla låtar skrivna av Bryan Ferry om inte annat anges.
| 1. | Manifesto (Ferry/Manzanera)            | 5:30 |
| 2. | Trash (Ferry/Manzanera)                | 2:13 |
| 3. | Angel Eyes (Ferry/Mackay)              | 3:32 |
| 4. | Still Falls The Rain (Ferry/Manzanera) | 4:11 |
| 5. | Stronger Through The Years             | 6:13 |

| 1.           | Ain't That So                    | 5:39  |
| 2.           | My Little Girl (Ferry/Manzanera) | 3:18  |
| 3.           | Dance Away                       | 4:21  |
| 4.           | Cry, Cry, Cry                    | 2:54  |
| 5.           | Spin Me Round                    | 5:12  |
| Total längd: | Total längd:                     | 42:33 |